# Бургшвальбах
Бургшвальбах (нім. Burgschwalbach) — громада в Німеччині, розташована в землі Рейнланд-Пфальц. Входить до складу району Рейн-Лан. Складова частина об'єднання громад Ганштеттен.
Площа — 9,21 км2. Населення становить 1064 ос. (станом на 31 грудня 2020).

## Галерея

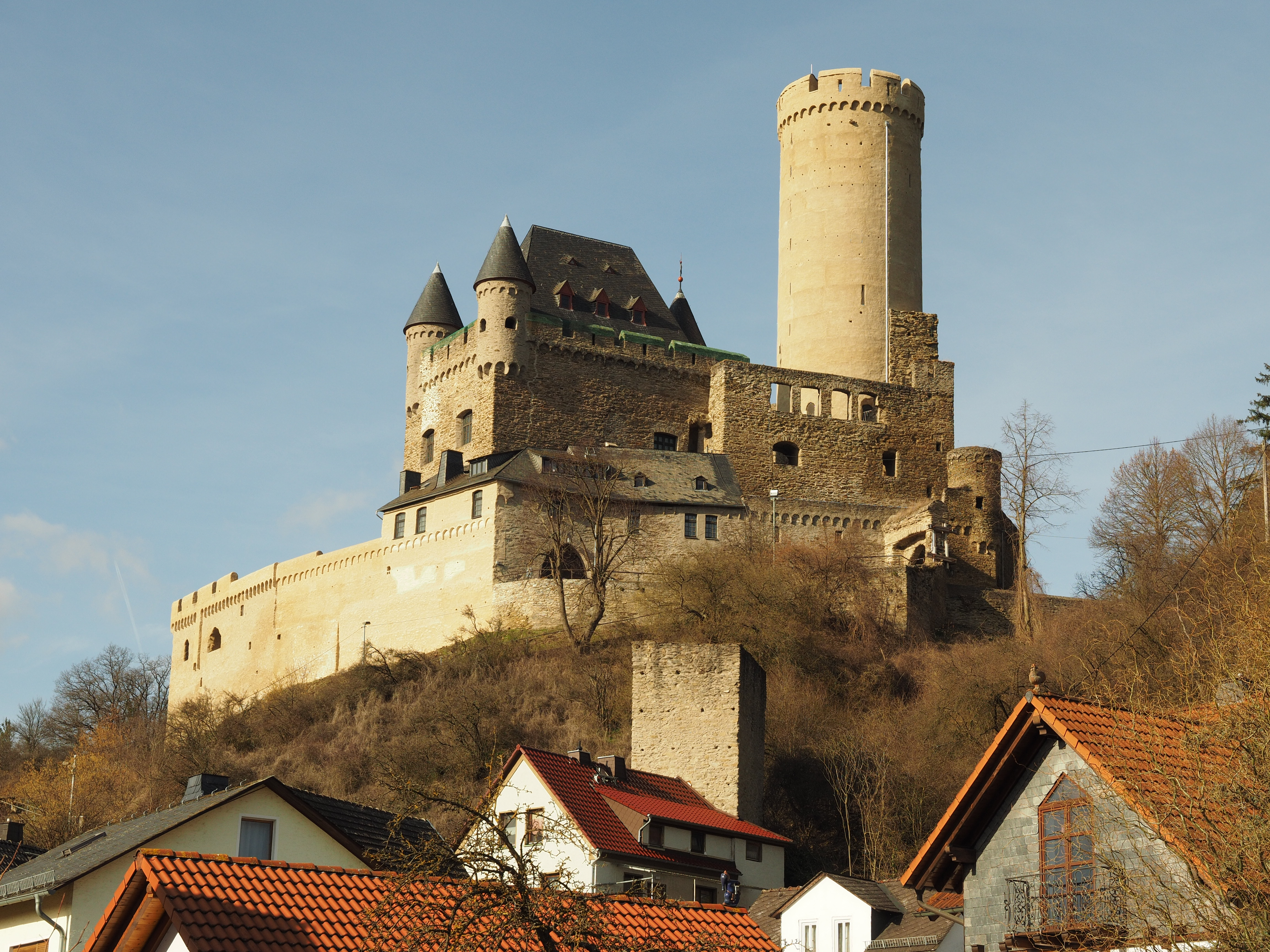